# 喬愛布·博羅迪納茲
乔愛布·博羅迪納茲（1987年1月8日—）是一名阿爾及利亞拳擊運動員，曾代表國家參加2012年倫敦奧運的男子拳擊重量級比賽，並未獲得獎牌。他也參加了2011年非洲運動會，結果在重量級項目上獲得金牌。